# Patinação artística nos Jogos da Boa Vontade
A patinação artística foi disputada nos Jogos da Boa Vontade pela primeira vez na segunda edição dos Jogos em 1990, em Seattle, sendo disputadas também nas edições posteriores (1994, 1998 e 2001). Na primeira e única edição dos Jogos da Boa Vontade de Inverno em 2000, o evento de patinação artística contou apenas com patinadores profissionais devido a conflitos com os patinadores elegíveis para os Jogos Olímpicos que competiram em seus campeonatos nacionais. Isso permitiu que a francesa Surya Bonaly se tornasse a única patinadora da história a vencer o mesmo evento, tanto como amadora como profissional, já que também venceu em 1994.

## Eventos
| Evento               | 90 | 94 | 98 | 00 | 01 |
| -------------------- | -- | -- | -- | -- | -- |
| Individual masculino | •  | •  | •  | •  | •  |
| Individual feminino  | •  | •  | •  | •  | •  |
| Duplas               | •  | •  | •  | •  | •  |
| Dança no gelo        | •  | •  | •  | •  | •  |

## Lista de medalhistas

### Individual masculino
| Evento                             | Ouro                           | Prata                             | Bronze                         | Ref.        |
| Seattle 1990 (detalhes)            | Kurt Browning · Canadá         | Viktor Petrenko · União Soviética | Todd Eldredge · Estados Unidos | [ 1 ]       |
| São Petersburgo 1994 (detalhes)    | Alexei Urmanov · Rússia        | Todd Eldredge · Estados Unidos    | Philippe Candeloro · França    | [ 2 ]       |
| Uniondale 1998 (detalhes)          | Todd Eldredge · Estados Unidos | Alexei Urmanov · Rússia           | Evgeni Plushenko · Rússia      | [ 3 ]       |
| Lake Placid 2000 Pro-Am (detalhes) | Brian Boitano · Estados Unidos | Brian Orser · Canadá              | Viktor Petrenko · Ucrânia      | [ 4 ]       |
| Brisbane 2001 (detalhes)           | Evgeni Plushenko · Rússia      | Michael Weiss · Estados Unidos    | Alexei Yagudin · Rússia        | [ 5 ] [ 6 ] |

### Individual feminino
| Evento                             | Ouro                              | Prata                          | Bronze                          | Ref.        |
| Seattle 1990 (detalhes)            | Kristi Yamaguchi · Estados Unidos | Jill Trenary · Estados Unidos  | Surya Bonaly · França           | [ 1 ]       |
| São Petersburgo 1994 (detalhes)    | Surya Bonaly · França             | Michelle Kwan · Estados Unidos | Maria Butyrskaya · Rússia       | [ 2 ]       |
| Uniondale 1998 (detalhes)          | Michelle Kwan · Estados Unidos    | Maria Butyrskaya · Rússia      | Viktoria Volchkova · Rússia     | [ 3 ]       |
| Lake Placid 2000 Pro-Am (detalhes) | Surya Bonaly · França             | Yuka Sato · Japão              | Nancy Kerrigan · Estados Unidos | [ 4 ]       |
| Brisbane 2001 (detalhes)           | Irina Slutskaya · Rússia          | Michelle Kwan · Estados Unidos | Fumie Suguri · Japão            | [ 5 ] [ 6 ] |

### Duplas
| Evento                             | Ouro                                                  | Prata                                                  | Bronze                                        | Ref.        |
| Seattle 1990 (detalhes)            | Ekaterina Gordeeva · Sergei Grinkov · União Soviética | Natalia Mishkutenok · Artur Dmitriev · União Soviética | Elena Bechke · Denis Petrov · União Soviética | [ 1 ]       |
| São Petersburgo 1994 (detalhes)    | Natalia Mishkutenok · Artur Dmitriev · Rússia         | Marina Eltsova · Andrei Bushkov · Rússia               | Evgenia Shishkova · Vadim Naumov · Rússia     | [ 2 ]       |
| Uniondale 1998 (detalhes)          | Elena Berezhnaya · Anton Sikharulidze · Rússia        | Oksana Kazakova · Artur Dmitriev · Rússia              | Dorota Zagórska · Mariusz Siudek · Polônia    | [ 3 ]       |
| Lake Placid 2000 Pro-Am (detalhes) | Oksana Kazakova · Artur Dmitriev · Rússia             | Mandy Wötzel · Ingo Steuer · Alemanha                  | Isabelle Brasseur · Lloyd Eisler · Canadá     | [ 4 ]       |
| Brisbane 2001 (detalhes)           | Elena Berezhnaya · Anton Sikharulidze · Rússia        | Dorota Zagórska · Mariusz Siudek · Polônia             | Maria Petrova · Alexei Tikhonov · Rússia      | [ 5 ] [ 6 ] |

### Dança no gelo
| Evento                             | Ouro                                                  | Prata                                           | Bronze                                         | Ref.        |
| Seattle 1990 (detalhes)            | Marina Klimova · Sergei Ponomarenko · União Soviética | Maya Usova · Alexander Zhulin · União Soviética | Susan Wynne · Joseph Druar · Estados Unidos    | [ 1 ]       |
| São Petersburgo 1994 (detalhes)    | Irina Romanova · Igor Yaroshenko · Ucrânia            | Irina Lobacheva · Ilia Averbukh · Rússia        | Ekaterina Svirina · Sergei Sakhnovski · Rússia | [ 2 ]       |
| Uniondale 1998 (detalhes)          | Anjelika Krylova · Oleg Ovsyannikov · Rússia          | Irina Lobacheva · Ilia Averbukh · Rússia        | Elena Grushina · Ruslan Goncharov · Ucrânia    | [ 3 ]       |
| Lake Placid 2000 Pro-Am (detalhes) | Elizabeth Punsalan · Jerod Swallow · Estados Unidos   | Maya Usova · Evgeni Platov · Rússia             | Marina Klimova · Sergei Ponomarenko · Rússia   | [ 4 ]       |
| Brisbane 2001 (detalhes)           | Irina Lobacheva · Ilia Averbukh · Rússia              | Galit Chait · Sergei Sakhnovski · Israel        | Tatiana Navka · Roman Kostomarov · Rússia      | [ 5 ] [ 6 ] |